# Hernán Siles Zuazo

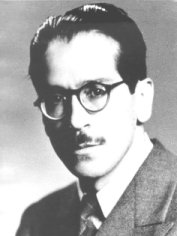
Hernán Siles Zuazo (1952)

Hernán Siles Zuazo (* 21. März 1914 in La Paz; † 6. August 1996 in Montevideo, Uruguay) war einer der wichtigsten Politiker seines Heimatlandes Bolivien im 20. Jahrhundert und regierte das Land als Präsident von 1956 bis 1960 und von 1982 bis 1985. Von 1952 bis 1956 war er Vizepräsident.
Er war der Sohn des früheren bolivianischen Präsidenten Hernando Siles Reyes und widmete nach Abschluss seines Jurastudiums in den 1930ern den Rest seines Lebens der Politik. Er scheiterte unter anderem an den Protesten der Central Obrera Boliviana (COB), des Dachverbands der bolivianischen Gewerkschaften.

## Ehrungen
- 1955: Großkreuz des Verdienstordens der Bundesrepublik Deutschland